# Diamond Dogs (chanson)
Pour les articles homonymes, voir Diamond Dogs (homonymie).
Singles de David Bowie
Rock 'n' Roll Suicide
(avril 1974) 1984
(juillet 1974)
Pistes de Diamond Dogs
Future Legend Sweet Thing
Diamond Dogs est une chanson de David Bowie parue en 1974 sur l'album Diamond Dogs.

## Histoire
Les paroles de la chanson décrivent la cité futuriste et décadente de Hunger City, dont les rues et les toits sont peuplés de jeunes voyous. Bowie y incarne le personnage de Halloween Jack, chef du gang des Diamond Dogs. Il s'inspire autant d'Oliver Twist de Charles Dickens que des Garçons sauvages de William S. Burroughs.
Musicalement, la chanson témoigne de l'influence des Rolling Stones, en particulier le riff de guitare et la performance vocale de Bowie. Elle est enregistrée aux studios Olympic en janvier 1974, alors que les Stones travaillent sur leur album It's Only Rock 'n Roll dans ces mêmes studios. Le son de la foule au début de la chanson est extrait de l'album live des Faces Coast to Coast: Overture and Beginners, sorti en janvier 1974. La voix de Rod Stewart, le chanteur des Faces, est légèrement audible derrière les guitares de l'introduction.
Diamond Dogs est éditée en single au mois de juin, sans dépasser la 21e position dans le hit-parade britannique. C'est la plus mauvaise performance de Bowie dans les charts de son pays natal depuis que Starman lui a permis de devenir une vedette, deux ans plus tôt. En face B du 45 tours figure Holy Holy, une chanson déjà sortie en single en 1971, dans une version réenregistrée avec les Spiders from Mars.
La chanson fait partie du répertoire scénique de Bowie lors des tournées Diamond Dogs (1974), Isolar et A Reality Tour. Elle apparaît sur les albums live David Live, Cracked Actor (Live Los Angeles '74) et Live Nassau Coliseum '76.

## Musiciens
- David Bowie : chant, guitare, saxophone
- Herbie Flowers : basse
- Tony Newman : batterie[4]